# Гаджыкаграманлы
Гаджыкаграманлы́ (азерб. Hacıqəhrəmanlı) — посёлок в административном подчинении города Ширван, Азербайджан. Посёлок расположен на реке Куре в 6 км от узловой железнодорожной станции Али-Байрамлы.

## История
Поселок Гаджигахраманлы расположен на равнине на ширванском берегу реки Кура. По словам пожилых жителей поселка, в начале прошлого века Qəhrəman kişi вместе с родственниками переехал из Шамахи и поселился здесь. С тех пор, как он отправился в Мекку, поселение в его честь было названо Гаджигахраманлы. До 1950 года в поселке было 30-40 домов, а с 1950 по 1970 год поселок входил в состав Сальянского и Сабирабадского районов. В 1970 году он был подчинен городу Али Байрамлы, а в 1975 году получил статус поселения в пределах города Али Байрамлы.
Поселок Гаджигахраманлы окружен городом Ширван на севере, Сальянским районом на юге, холмом на востоке, рекой Кура на западе. Это низменная зона. Географическое положение поселка благоприятное. Поселок расположен на обочине дороги Ширван-Сальян. На её территории расположены предприятия ГЭС «Джануб» и Операционная компания «Ширван», подчиненные республике.
В настоящее время[когда?]

 в поселке 530 дворов, а население — 2476 человек. 1185 из них трудоспособны. 399 жителей поселка в настоящее время заняты трудовой деятельностью в разных районах города и республики. Безработная часть населения в основном занимается индивидуальной трудовой деятельностью на собственных фермах.
Площадь земельного участка в пределах поселка составляет 895,12 га. Из них:
- 651 га в государственной собственности
- 44 га в частной собственности
- 244,12 га в муниципальной собственности[4].

## Инфраструктура
Занятия населения — сельское хозяйство, животноводство и птицеводство. В поселке 6 торговых объектов, обеспечивающих население предметами первой необходимости. В поселке 1 муниципалитет, 1 средняя школа на 630 мест, 1 библиотека, 1 клуб, 2 автомойки, 1 врачебный кабинет, 1 ЕАТС на 256 мест, 1 станция заправки сжиженным газом и 1 ветеринарная станция. В поселке есть кладбище и мечеть. Между городом Ширван и поселком курсируют 4 маршрутки. Население обслуживается почтовым отделением № 4.

## Население
| 1979 | 1989 | 2011 | 2020 |
| ---- | ---- | ---- | ---- |
| 1348 | 1748 | 2300 | 2476 |